# Limpieza social
Limpieza social es la denominación eufemística de un método violento de asesinatos selectivos de ciertos grupos sociales, prostitutas, homosexuales, drogodependientes, entre otros.

## En Colombia
Se registra este método violento desde 1978 en Pereira (Risaralda) y que se extendió rápidamente por el resto del país recrudecida en los años más violentos del Conflicto armado interno en Colombia. Ha sido ejecutada mayoritariamente por los grupos paramilitares y grupos de la Fuerza Pública de Colombia, y en menor medida por los grupos guerrilleros. Durante los años 80 y 90 fue llevada a cabo por grupos paramilitares como el Muerte a Secuestradores (MAS) y los denominados Escuadrones de la Muerte, Mano Negra, entre otros. Uno de los casos más conocidos de este método violento es la masacre de 11 personas, que ocurrió el 26 de julio de 1992 en el barrio Juan Pablo II de la localidad de Ciudad Bolívar de Bogotá. 4.928 personas han sido asesinadas por medio de la “Limpieza Social” durante 25 años, desde 1988 a 2013. Se ha registrado eventos de "limpieza social" y amenazas mediante panfletos de la misma en los últimos años en Bogotá, Soacha, Medellín Cali entre otros lugares del país, por los grupos paramilitares de las Águilas Negras y Autodefensas Gaitanistas de Colombia (Clan del Golfo). También se han hecho denuncias por amenazas por parte de grupos como el Ejército de Liberación Nacional (ELN) y las Disidencias de las FARC-EP.

## En Perú
Durante el conflicto armado interno entre el Estado peruano y el Partido Comunista del Perú-Sendero Luminoso (PCP-SL) con el Movimiento Revolucionario Tupac Amaru (MRTA) ocurrieron las masacres de Aucayacu y la Noche de las Gardenias. El 23 de mayo de 2021, un grupo de entre 14 y 18 personas fueron asesinadas en una masacre en un bar de la zona roja de San Miguel del Ene, localidad selvática de la provincia de Satipo, los pistoleros dejaron panfletos donde reivindicaban la acción y especificaban que se trataba de una limpieza social.